# R Carinae
R Carinae är en pulserande variabel av Mira Ceti-typ (M)i stjärnbilden Kölen. Stjärnan var den första i Kölen som fick en variabelbeteckning.
R Carinae varierar mellan visuell magnitud +3,9 och 10,5 med en period av 307,0 dygn.

## Fotnoter
1. ↑  Variabelstjärnornas beteckningar börjar med bokstäverna R-Z, därefter A-Q , följt av RR-ZZ och AA-QQ, varefter de börjar betecknas med bokstaven V och ett ordningsnummer, från och med V335.